# CNBC Europe

Logo atual da rede CNBC

CNBC Europe é um canal de televisão originário dos Estados Unidos que transmite para a Europa. É uma subdivisão da CNBC. É o canal de TV de teor financeiro pan-europeu mais visto de acordo com a pesquisa EMS de 2010; a emissora atinge mais de 100 milhões de lares em todo o continente.